# 三苯乙烯
三苯乙烯（英語：Triphenylethylene，缩写TPE）是一种芳香族化合物，1937年发现其具有较弱的雌激素活性。TPE是许多非甾体雌激素类药物的结构母核